# Línea Tanimachi
La Línea Tanimachi (谷町線 Tanimachi-sen) es una línea del metro de Osaka. Este línea es la línea más larga en el metro de Osaka. Los nombres oficial de este línea son  Línea 2 de la Tranvía Eléctrico Rápido (高速電気軌道第2号線) y Línea 2 del Ferrocarril Rápido de la Ciudad de Osaka (大阪市高速鉄道第2号線).

## Historia
El nombre de la línea Tanimachi es Línea 2 del metro de Osaka, pero este línea no era la segunda línea para abrir en el metro. La línea fue inaugurada en el 24 de marzo de 1967 entre las estaciones Higashi-Umeda y Tanimachi Yonchome; una extensión a la estación Tennoji fue abierto en 1968.
En el 8 de abril de 1970, una explosión de gas ocurrió al sitio de la construcción de la estación Tenjimbashisuji Rokuchome; 79 personas murieron en la explosión, que destruyó 495 edificios. La sección de la línea Tanimachi de Higashi-Umeda a la estación Miyakojima fue inaugurado en el 29 de mayo de 1974; una extensión a la estación Moriguchi fue abierto en 1977. Una extensión de Tennoji a Yaominami fue inaugurada en 1980. La línea fue realizada cuando la estación Dainichi fue inaugurada en 1983.

## Estaciones
| Código | Estación                  | Japonés            | Longitud (km) | Transferencias | Ubicación                  |
| ------ | ------------------------- | ------------------ | ------------- | --- | -------------------------- |
| T11    | Dainichi                  | 大日               | 0,0           | Monorraíl de Osaka | Moriguchi                  |
| T12    | Moriguchi                 | 守口               | 1,8           | | Moriguchi                  |
| T13    | Taishibashi-Imaichi       | 太子橋今市         | 3,0           | Línea Imazatosuji (I14) | Asahi-ku, Osaka            |
| T14    | Sembayashi-Omiya          | 千林大宮           | 4,0           | | Asahi-ku, Osaka            |
| T15    | Sekime-Takadono           | 関目高殿           | 5,1           | | Asahi-ku, Osaka            |
| T16    | Noe-Uchindai              | 野江内代           | 5,9           | | Miyakojima-ku, Osaka       |
| T17    | Miyakojima                | 都島               | 7,2           | | Miyakojima-ku, Osaka       |
| T18    | Tenjimbashisuji Rokuchōme | 天神橋筋六丁目     | 8,5           | - Línea Sakaisuji (K11) - Hankyu: Línea Senri | Kita-ku, Osaka             |
| T19    | Nakazakichō               | 中崎町             | 9,3           | | Kita-ku, Osaka             |
| T20    | Higashi-Umeda             | 東梅田             | 10,3          | - Línea Midōsuji - Umeda (M16) - Línea Yotsubashi - Nishi-Umeda (Y11) - JR West: - Línea Kobe/Línea Takarazuka, Línea Kyoto, Línea Circular de Osaka (Estación de Osaka) - Línea Tozai (Kitashinchi) - Hankyu: Líneas Kobe/Takarazuka/Kyoto - Línea Hanshin | Kita-ku, Osaka             |
| T21    | Minami-morimachi          | 南森町             | 11,5          | - Línea Sakaisuji (K13) - JR West: Línea Tozai (Osakatemmangu) | Kita-ku, Osaka             |
| T22    | Temmabashi                | 天満橋             | 13,1          | Keihan: Línea Keihan, Línea Nakanoshima | Chūō-ku, Osaka             |
| T23    | Tanimachi Yonchōme        | 谷町四丁目         | 13,8          | Línea Chūō (C18) | Chūō-ku, Osaka             |
| T24    | Tanimachi Rokuchome       | 谷町六丁目         | 14,6          | Línea Nagahori Tsurumi-ryokuchi (N18) | Chūō-ku, Osaka             |
| T25    | Tanimachi Kyūchōme        | 谷町九丁目         | 15,5          | - Línea Sennichimae (S18) - Kintetsu: Línea Osaka, Línea Nara, Línea Namba (Osaka Uehommachi) | Tennōji-ku, Osaka          |
| T26    | Shitennōji-mae Yūhigaoka  | 四天王寺前夕陽ヶ丘 | 16,5          | | Tennōji-ku, Osaka          |
| T27    | Tennōji                   | 天王寺             | 17,6          | - Línea Midosuji (M23) - JR West: Línea Yamatoji (JR Namba), Línea Circular de Osaka, Línea Hanwa - Kintetsu: Línea Minami-Osaka (Osaka Abenobashi) - Hankai: Línea Uemachi                                                                                 | Tennōji-ku, Osaka          |
| T28    | Abeno                     | 阿倍野             | 18,2          | Hankai: Línea Uemachi | Abeno-ku, Osaka            |
| T29    | Fuminosato                | 文の里             | 19,3          | | Abeno-ku, Osaka            |
| T30    | Tanabe                    | 田辺               | 20,3          | | Higashisumiyoshi-ku, Osaka |
| T31    | Komagawa-Nakano           | 駒川中野           | 21,3          | | Higashisumiyoshi-ku, Osaka |
| T32    | Hirano                    | 平野               | 23,0          | | Hirano-ku, Osaka           |
| T33    | Kire-Uriwari              | 喜連瓜破           | 24,4          | | Hirano-ku, Osaka           |
| T34    | Deto                      | 出戸               | 25,7          | | Hirano-ku, Osaka           |
| T35    | Nagahara                  | 長原               | 26,9          | | Hirano-ku, Osaka           |
| T36    | Yaominami                 | 八尾南             | 28,1          | | Yao                        |